# Rock the Night
Rock the Night – singel zespołu Europe wydany w 1985 roku. Oprócz tytułowego utworu, na singlu znalazł się utwór Seven Doors Hotel w nowej aranżacji (z wykorzystaniem dwóch keyboardów).

## Twórcy
- Joey Tempest – śpiew
- John Norum – gitara
- John Levén – gitara basowa
- Mic Michaeli – instrumenty klawiszowe
- Ian Haugland – perkusja